# 요르고스 야쿠마키스
요르고스 야쿠마키스 (Giorgos Giakoumakis, 1994년 12월 9일 ~ )는 그리스의 축구 선수이며, PAOK에서 스트라이커로 뛰고 있다.